# 拉普勒
拉普勒新闻网是菲律宾新闻网站，总部位于马尼拉帕西格，由诺贝尔和平奖得主玛丽亚·雷萨联合几位菲律宾记者同行创办。前身为2011年8月创建的Facebook主页MovePH，2012年1月1日转变为网站。
2018年，菲律宾政府对拉普勒新闻网启动法律程序，员工认为网站因揭露政府与民选官员腐败、大批机器人及网军拥护罗德里戈·杜特尔特政府及菲律宾毒品战争文件而遭针对。

## 历史
带着一群专业记者利用社交媒体及众包手段发布新闻的想法，菲律宾记者玛丽亚·雷萨与要好的企业家及记者于2011年创办拉普勒新闻网。拉普勒的英文“Rappler”为“Rap”（敲打）和“Ripple”（涟漪）的合成词。大约在2010年，玛丽亚·雷萨撰写个人第二本书《从本·拉登到Facebook》（From Bin Laden to Facebook）的时候，便开始与其他人构思这个网站，包括前《新闻速报》主编、ABS-CBN新闻台总编格伦达·格洛丽亚、馬尼拉雅典耀大學教授兼记者柴·霍菲尼亚、前《电视巡逻》栏目执行制片人莉莉贝丝·弗朗多索、菲律宾网络先驱尼科·何塞·诺莱多、互联网企业家曼努埃尔·阿亚拉和前菲律宾国家广播公司行政雷蒙德·米兰达。
网站测试版于2012年1月1日上线，当天《菲律宾每日询问报》转载拉普勒的报道，曝光时任菲律宾司法部长雷纳托·科罗娜不写学位论文就获得圣多默大学授予的博士学位。2012年1月12日，网站在远东大学举行题为#MoveManila（前进马尼拉）的上线仪式。

### 揭发菲律宾假新闻运动
2016年，拉普勒新闻网批评国营媒体及私营媒体大量发表新总统杜特尔特的假新闻，使得相关内容在Facebook大量传播，自此开始批评新上任的杜特尔特政府及其颇具争议的毒品战争。
2018年1月11日，菲律宾证券交易委员会以违反宪法对外国资本完全控制大众媒体的限制为由，吊销拉普勒新闻网以“大众媒体”实体身份运营的许可。网站于1月28日向上诉法庭提出上诉，但在7月26日遭驳回，理由是证券交易委员会未滥用自由裁量权。记者团体及委员会认为此举意在恐吓、压迫反对声音，控制新闻自由。
2017年10月26日，拉普勒加入波因特研究所国际事实查核网络（International Fact-Checking Network），使得网站与维拉文件于2018年4月入选Facebook全球事实查核计划菲律宾合作媒体。该计划减少假新闻出现在用户新闻推送中的次数，减少用户读到它们的几率。Facebook一位高管表示：“透过这种方式，我们希望假新闻能被更好地辨别出，减少假新闻被我们平台用户传播的范围。”菲律宾政府的新闻发言人支持事实查核计划，但抗议Facebook与拉普勒合作。

### 關閉
2022年6月28日，菲律賓證券交易委員會發布命令，要求關閉拉普勒並撤銷其控股公司的登記執照。

## 特色功能

### 情绪量表

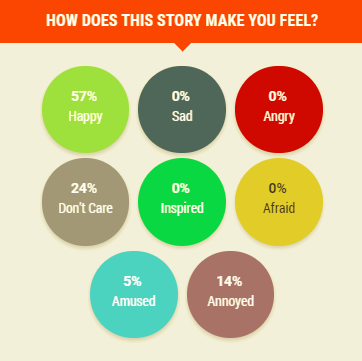
网站利用情绪量表展示读者的反应。

“情绪量表”（Mood Meter）是嵌于拉普勒每篇博文及文章的网页插件。该插件以彩色泡泡呈现读者对报道的反应 。读者可以从八种情绪反应中选择自己的回应，过去48小时内回应人数最多的诗篇报道会出现在“情绪风向标”（Mood Navigator）栏目中。
与Facebook反应按钮（Facebook Reactions）类似的情绪量表获得2012年菲律宾互联网媒体营销协会回旋镖奖（Internet Media Marketing Association of the Philippines Boomerang Awards）品牌体验铜奖。

### 灯塔平台
2020年，拉普勒启动全新的内容分发模式及社区参与平台，增设WCAG 2.0 AA承诺、按主题进行的内容审核、实时博客及高级订阅功能。拉普勒也允许其他组织以个人名义使用其全新的软件平台。

### 拉普勒+
拉普勒+（Rappler+）是拉普勒2019年推出的度假会原计划。除了每周通讯，会员还可以浏览调查报道、研究数据、产业报告及数字媒体与调查报道机构制作的电子书。

### Agos
Agos为众包平台，利用人工智能及社会媒体等数字技术减少自然灾难风险。

## 法律问题
自2017年，菲律宾政府部门连番起诉拉普勒新闻网，这些案件被英国《卫报》和无国界记者认为是“司法骚扰”，起诉罪名包括所有权违规及漏税。雷萨和代表拉普勒新闻网的人权律师切尔·迪奥克诺认为菲律宾各领域的行政部门联合起诉拉普勒，与总统杜特尔特在2017年国情咨文演讲中提到拉普勒新闻网所有权争议不无关系。如果截至2020年6月18日所有针对雷萨管理拉普勒的案件被定罪，她会面临约100年的监禁。

### 公司注册证书被撤销
2018年1月11日，菲律宾证券交易委员会针对拉普勒公司使用的菲律宾存托凭证，撤销公司注册证书。委员会称拉普勒发给奥米迪亚网络的存托凭证上的条款，让这家美国投资机构控制了拉普勒其他凭证持有人及公司政策，从而违反宪法限制外国资本持股及管理的条款。拉普勒称网站100%由菲律宾人持股，奥米迪亚只负责投资。尽管遭撤销许可证，由于证券交易委员会的决定不是最终的，拉普勒仍可以继续运作，在15天内向上诉法院上诉。马拉卡南宫也表示拉普勒的作家仍可以依博客主身份在网站上发表文章。2月28日，奥米迪亚网络将拉普勒的存托凭证捐给了网站的编辑及高管。
拉普勒批评撤销许可证的行为意在攻击新闻自由。菲律宾国家记者工会（The National Union of Journalists of the Philippines）、菲律宾外国记者协会（Foreign Correspondents Association of the Philippines）和菲律宾新闻研究所（Philippine Press Institute）认为证券交易委员会的裁决意在限制批评声音。另一方面，菲律宾国家新闻俱乐部（The National Press Club）则支持委员会决定。菲律宾调查记者中心和媒体自由与责任中心担心撤销许可证、威胁新闻自由的行动会陆续到来。菲律宾参议院和众议院议员大多表示反对，他们发表联合声明，称证券交易委员会撤销拉普勒的凭证意在“削减反对声音及言论自由”、“纯粹是骚扰行为”、“简直是独裁者策划的戏码”、“侮辱新闻自由”。法律倡导组织“中心法律”（CenterLaw）认为证券交易委员会拒绝了拉普勒的正当程序，相关行动违反宪法，委员会的行为“相当于提前压制政府毒品战争的知名反对方”。
菲律宾政府在声明中否认有关说法，指总统杜特尔特本可以像其他国家那样，动用武装部队来关闭拉普勒，但没有采取这种做法。首席总统法律顾问为委员会辩护，称他们的指责只是惩罚违法的人。
2018年3月8日，菲律宾国税局向拉普勒控股公司发出刑事及避税指控，菲律宾司法部此前称偷税金额达1.33亿比索。7月26日，菲律宾上诉法庭驳回拉普勒就证券交易委员会裁决进行的上诉，指委员会未滥用自用裁量权。

### 网络诽谤
菲律宾国家调查局于2018年1月18日向雷萨及拉普勒一名前记者发出传票，指他们涉嫌网络诽谤私营企业家李偉利（Wilfredo Keng）。据指，拉普勒2012年的一篇报道称菲律宾最高法院院长雷纳托·科罗那一直在用李伟利的豪华轿车，指李伟利从事人口贩卖。
2018年3月8日，国家调查局跟随司法部起诉拉普勒及其总裁玛丽亚·雷萨、负责撰写有关报道的前记者小雷纳尔多·桑托斯（Reynaldo Santos, Jr.）及管理层曼努埃尔·阿亚拉、尼科·何塞·诺莱多、格伦达·格洛丽亚、詹姆斯·比坦加（James Bitanga）、费利西亚·阿蒂恩萨（Felicia Atienza）、丹·阿尔伯特·德·帕多瓦（Dan Albert de Padua）和何塞·玛丽亚·G·霍菲纳（Jose Maria G. Hofilena）在2012年发表的报道中诽谤他人。起诉书指出：“有别于印刷出版的材料，上述主体撰写发表的诽谤文章所包括的诽谤言论无疑是持续的犯罪行为，直至诽谤文章被彻底删除。否则，这样的行为就是持续违反《2012年网络犯罪预防法》（Cybercrime Prevention Act of 2012）第4 (c) (4) 条。”
2019年2月13日，雷萨被捕，在狱中度过一晚，获得保释。反对派与记者组织批评逮捕行动带有政治动机。审判于2019年7月23日开始。2020年6月15日，马尼拉第46地区裁判法院裁定雷萨与小雷纳尔多·桑托斯有罪，判处每人最高6年监禁，罚款40万比索。人权与新闻自由倡导者认为法庭裁决破坏新闻自由与民主制度。
判决结果下达后，李伟利再起诉雷萨网络诈骗，这次的依据是她在2019年2月15日发布的推文中截取了小桑托斯文章中提到的2002年《菲律宾星报》报道。他认为雷萨转载这篇文章“是在向35万Twitter粉丝乃至所有互联网用户恶意传达了对我的职责”。他后来失去对该案件的兴趣，撤销指控。

### 税务案件
2018年12月3日，帕西格警察局接拘捕令，以涉嫌偷漏增值税为由，逮捕拉普勒创办人玛丽亚·雷萨，相关案件为“菲律宾人民诉拉普勒控股公司与玛丽亚·雷萨（R-PSG-18-02983-CR）”。因玛丽亚同日提出撤销起诉的动议，缴纳6万比索保证金，传讯程序暂停。截至2020年1月，案件仍出于暂停审讯状态，帕西格地区裁判法庭仍未就该动议作出裁决。
2019年3月29日，雷萨从国外旅游回来，在抵达尼诺伊·阿基诺国际机场的时候再度被捕。逮捕令由帕西格第265地区裁判法庭发出，称雷萨和拉普勒2016年董事会违反《反傀儡法》（上诉法庭案件编号108）。雷萨同日缴纳10万披索保证金。

## 股权架构
截至2017年，拉普勒主要由拉普勒控股公司持有，其中Dolphin Fire Group占31.21%、玛丽亚·雷萨占23.77%、Hatchd Group占17.86%、Benjamin So占17.86%、其他占9.3%。
| 由于已知的技术原因，图表暂时不可用。带来不便，我们深表歉意。 |                                                              |
|                                                              | 由于已知的技术原因，图表暂时不可用。带来不便，我们深表歉意。 |

拉普勒最初通过发行菲律宾存托凭证来吸引资金，使得外国公司奥米迪亚网络和North Base Media得以投资拉普勒。2018年2月28日，奥米迪亚网络将他们的存托凭证捐给拉普勒的编辑与高层。
| 数量       | 发出日期      | 接受者       |
| ---------- | ------------- | ------------ |
| 264,601    | 2015年5月29日 | NBM Rappler* |
| 11,764,117 | 2015年7月29日 | NBM Rappler* |
| 7,217,257  | 2015年10月2日 | 奥米迪亚网络 |

拉普勒与维拉文件接受美国国会组织国家民主基金会资助。

## 争议与批评
拉普勒在报道大牧师埃利·索里亚诺逝世时采用的标题被菲律宾网民批评用语不当，引发争议。
拉普勒还被指控抄袭。2013年，DZIQ电台记者埃尔文·阿吉隆（Erwin Aguilon）批评拉普勒盗用他的照片，引发争议。拉普勒后来道歉。